# François Charles Salvator de Habsbourg-Toscane
François Charles Salvator de Habsbourg-Lorraine (en allemand : Franz Carl Salvator von Habsburg-Lothringen), né au château de Lichtenegg, Autriche-Hongrie, le 17 février 1893, et mort à Wallsee-Sindelburg, République d'Autriche allemande, le 10 décembre 1918, est un archiduc d'Autriche et prince de Toscane. Il est un militaire autrichien de la Première Guerre mondiale.

## Biographie

### Famille
Fils aîné et second des dix enfants de François-Salvator de Habsbourg-Toscane (1866-1939), archiduc d'Autriche et prince de Toscane, et de son épouse Marie-Valérie d'Autriche (1868-1924), archiduchesse d'Autriche et princesse de Hongrie, François Charles Salvator de Habsbourg-Toscane naît au château de Lichtenegg, près de Wels, le 17 février 1893. Par sa mère, il est le petit-fils de François-Joseph Ier, empereur d'Autriche et roi de Hongrie et de son épouse, Élisabeth de Wittelsbach, plus connue sous le nom de Sissi.

### Carrière militaire
En 1915, il obtient son diplôme de lieutenant à l'école militaire de Hainburg an der Donau. La même année, à l'âge de la majorité, il est nommé 1187e Chevalier de l'ordre de la Toison d'or d'Autriche par son grand-père François-Joseph. Durant la Première Guerre mondiale, il combat sur le front monténégrin, en Russie et en Roumanie. Après l'occupation de la Serbie, il participe en 1916 à la reconstruction du pont du Danube à Belgrade avec son unité. Il est promu capitaine-sapeur. Il assiste à la fin de la guerre et à l'effondrement de la monarchie austro-hongroise. 

### Mort
Il contracte la grippe espagnole et succombe d'une crise cardiaque le 10 décembre 1918, à l'âge de 25 ans, célibataire et sans enfants, dans le château de ses parents à Wallsee-Sindelburg en Basse-Autriche. Il est inhumé au cimetière, près de l'église paroissiale du village de Sindelburg.

## Honneur
- 1187e Chevalier de l'ordre de la Toison d'or d'Autriche (1915)[2].